# Frederick Turnovsky
Frederick Turnovsky (česky Bedřich Turnovský, 28. prosince 1916 Praha – 12. prosince 1994 Wellington) byl novozélandský podnikatel a mecenáš umění česko-židovského původu. Významně se podílel na vzniku operního souboru ve Wellingtonu.

## Raný život

### Mládí
Narodil se jako Bedřich Turnovský jakožto druhý syn do židovské rodiny klenotníka Maxe Turnovského a Caroline Turnovské, rozené Weiserové. Bedřich byl bilingvní v češtině a němčině, navštěvoval německou školu, kde se naučil také anglicky a francouzsky. Jeho zájem o hudbu u něj začal poté, co v sedmi letech poprvé navštívil operní představení.
V 16 letech, kdy byl žákem reálného gymnázia, se připojil k mládežnickému křídlu německé sekce Československé strany sociálně demokratické. Byl zde zvolen do výkonných funkcí, ve kterých se mimo jiné neúspěšně snažil přesvědčit Francii a Británii, spojence Československa, aby zasáhly proti imperiální politice nacistického Německa. Po začátku německé okupace Čech, Moravy a Slezska v březnu 1939 uprchl do Londýna poté, co se dozvěděl, že jej hledá gestapo. Dne 27. června 1939 se na Hampsteadu oženil s Liselotte Felicitas Wodakovou.

### Nový Zéland
V prosinci 1939 odjeli manželé Turnovští do Wellingtonu na Novém Zélandu, Bedřich zde začal používat poangličtělou podobu svého křestního jména, Frederick. Na Novém Zélandu roku 1940 založil společnost Tatra Leather Goods Company, která vyráběla a prodávala především řemínky k hodinkám. Úspěch tohoto podniku vedl k řadě úspěšných výrobních podniků. Turnovský je považován za prvního obyvatele Nového Zélandu, který se stal členem Lloyd's, britských poskytovatelů obchodního pojištění. 
Tatra Leather Goods Company byla v polovině 60. let 20. století jedním z největších výrobců měkkého koženého zboží v Austrálii a Oceánii a v roce 1966 získala vládní exportní cenu v roce 1966. Turnovský zastupoval v letech 1968–1969 Novozélandskou federaci výrobců na Národní rozvojové konferenci (National Development Conference) a rovněž byl jistou dobu jejím prezidentem (1972–1973 a 1979–1980). Byl jmenován do Manufacturing Development Council, byl členem obchodních misí do tichomořských států (1971) a Číny (1973). Roku 1973 vedl delegaci novozélandských výrobců do australské Canberry a byl honorárním konzulem Nového Zélandu v Mexiku (1973–1981). 
Kvůli svému sociálně demokratickému smýšlení přikládal jako předseda Development Finance Corporation v letech 1973 až 1976 váhu sociálním cílům a také zdravým obchodním postupům při financování nových obchodních podniků korporací.

### Umění
Pomohl založit Wellington Chamber Music Society a byl jejím předsedou v letech 1950 až 1954. Rovněž byl viceprezidentem Federace společností pro komorní hudbu (1950–1953) a jejím prezidentem (1953–1960). V roce 1953 byl zakládajícím členem Novozélandské operní společnosti a v letech 1959 až 1969 byl předsedou její rady.
V roce 1960 byl také zakládajícím členem Arts Advisory Council a v letech 1970 až 1973 se stal místopředsedou jejího nástupce, Queen Elizabeth II Arts Council of New Zealand. V roce 1962 byl jmenován do kulturní podkomise novozélandské národní komise pro památky UNESCO. Zasedal v celostátní komisi organizace (1963–1988) a působil jako její předseda (1974–1978). Členem výkonné rady UNESCO byl v letech 1978–1983. Taktéž byl členem správní rady Novozélandského mezinárodního festivalu umění a členem rady rozvoje projektu Muzea Nového Zélandu Te Papa Tongarewa. V roce 1984 založil Turnovsky Endowment Trust, aby ocenil a podpořil vynikající umělce.

### Ocenění
V roce 1965 byl Turnovsky v rámci novoročních vyznamenání jmenován důstojníkem Řádu britského impéria za zásluhy v oblasti hudby.  Dne 6. února 1988 se stal desátým člověkem, který obdržel Řád Nového Zélandu.

### Úmrtí
Frederick Turnovsky zemřel 12. prosince 1994 ve Wellingtonu ve věku 77. Přežila ho manželka, syn a dcera. Jeho popel byl pohřben na hřbitově Karori na předměstí Wellingtonu.